# Івачів Горішній

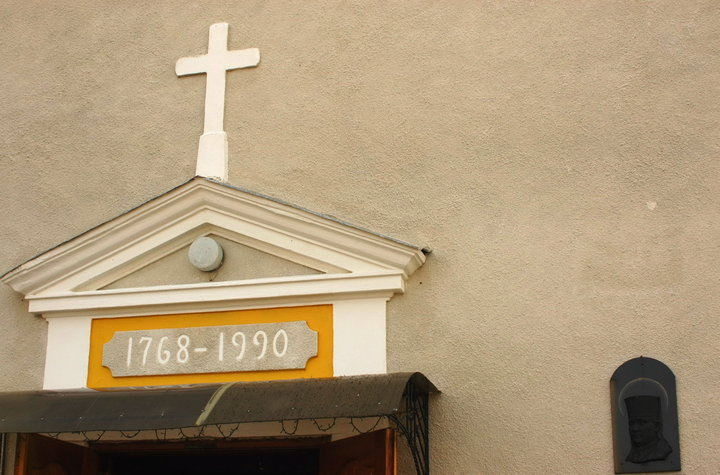

Іва́чів Горі́шній — село в Україні, у Білецькій сільській громаді Тернопільського району Тернопільської області. Розташоване на півночі району, на річці Серет. Підпорядковане Івачеводолішнівській сільраді (до 2018).
У 1946—1991 село називалося Верхній Іванів.
Населення на 1 січня 2013 року — 256 особа (чоловіків — 123, жінок —133, 115 дворів, 138 сімей (за матеріалами сільської ради).
Від 2018 року ввійшло у склад Білецької сільської громади.

## Географія
Знаходиться переважно на лівому березі Івачевогорішнівського ставу. Площа плеса ставу 354 га. Водоболотні угіддя вздовж течії Серету належать до Чистилівського державного орнітологічного заказника, який існує з лютого 1980 року. Заказник — місце гніздування багатьох видів рідкісних птахів, зростання типової для західного лісостепу водоболотної рослинності. Загальна площа заказника 1192 гектари.
За рішенням Тернопільської обласної ради у 1983 році створений Горішньоівачівський гідрологічний заказник площею 37,4 га. Івачівогорішнівський став є улюбленим місцем відпочинку для багатьох тернополян та рибної ловлі для рибалок місцевих та із сусідніх областей. Став належить УТМР. Водонасосна станція в Івачеві працює для подачі води до обласного центру.

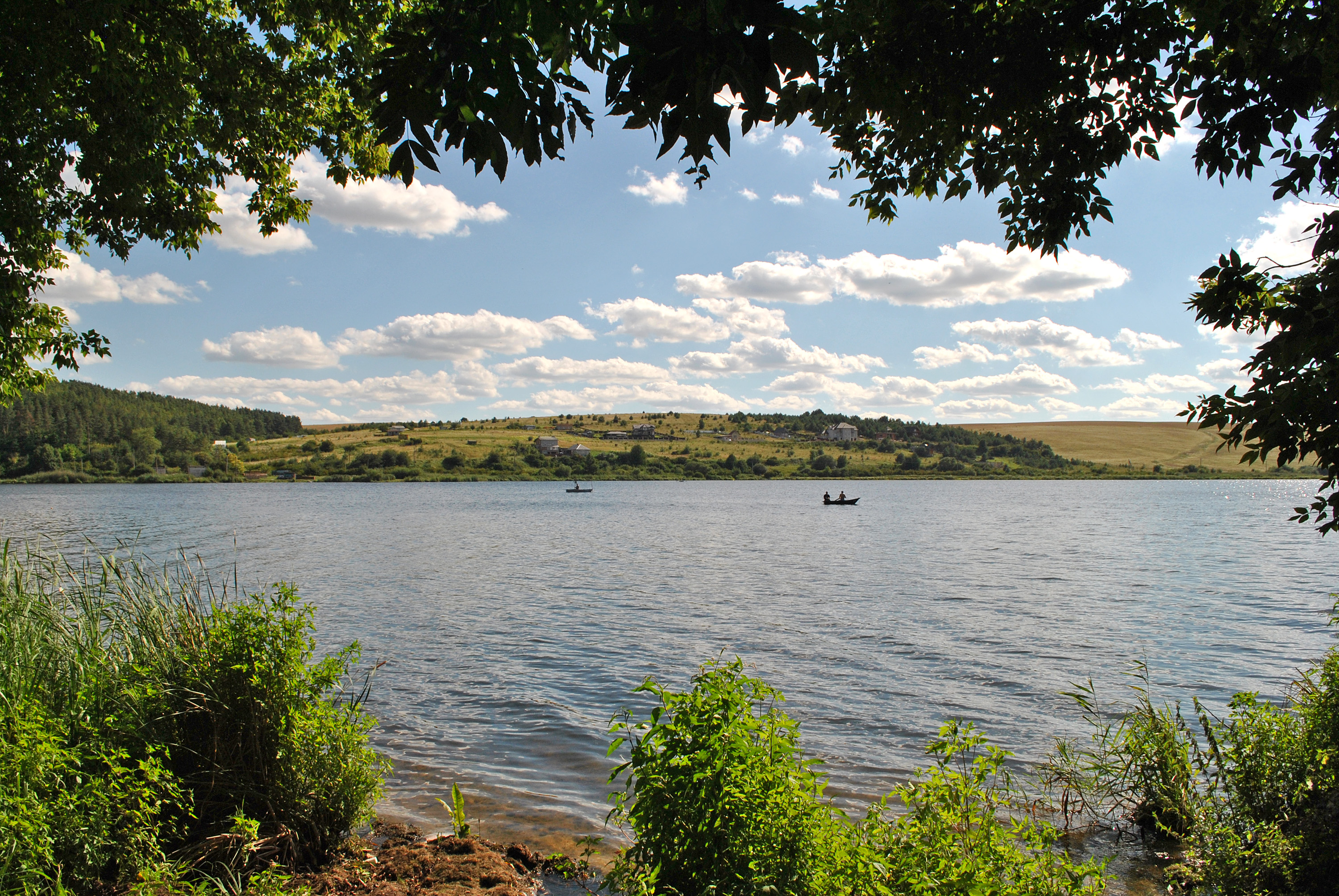
Став у Івачеві Горішньому
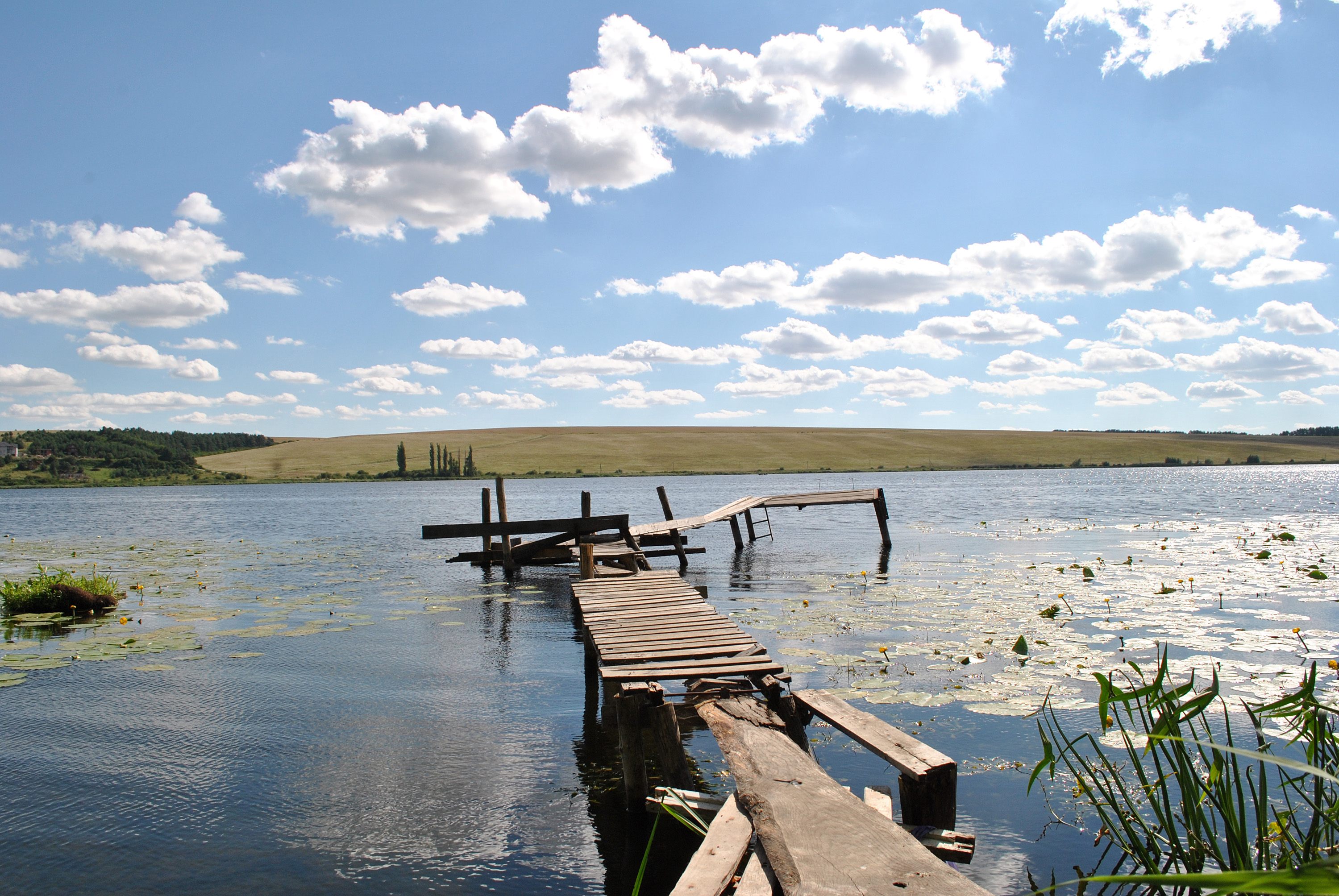
Краєвид ставу

## Історія
Перша писемна згадка — 1463 як Івачів, згідно з урядовим листом князів Семена, Солтана та Василя Збаразьких, які ділили вотчину між собою.
Від 1672 — нинішня назва.
На північно-західній околиці села, в урочищі Зимна Долина в 1960-х роках відкрита стоянка часів раннього палеоліту (100-40 тис. років тому). При в'їзді до села з Тернополя в урочищі Коноплисько на пологому схилі першої надзаплавної тераси лівого берега ріки Серет. знайдено багатошарове поселення черняхівської культури VI—VII ст. н. е., празької культури VI—VII ст. н. е. Відкрите у 1954 році В.П.Савичем.
Під час Першої світової війни село зазнало значних руйнувань.
1 серпня 1934 р. внаслідок адміністративної реформи село включене до новоствореної у Тернопільському повіті об'єднаної сільської гміни Ігровиця.
Під час Другої світової війни та після неї село стало осередком активної діяльності УПА. Значна частина учасників національного партизанського руху та їхніх родичів зазнала сталінських репресій, у тому числі — у таборах ГУЛАГу.
12 червня 2020 року, відповідно до розпорядження Кабінету Міністрів України № 724-р «Про визначення адміністративних центрів та затвердження територій територіальних громад Тернопільської області» увійшло до складу Білецької сільської громади.
19 липня 2020 року, в результаті адміністративно-територіальної реформи та ліквідації Тернопільського району, село увійшло до складу новоутвореного Тернопільського району.

## Населення
За переписом населення України 2001 року в селі мешкала 261 особа. 100 % населення вказало своєю рідною мовою українську мову.

## Релігія
- церква Святого Воскресіння Христового (1768, мурована, УГКЦ).

## Соціальна сфера
Діють загальноосвітня школа І ступеня, клуб, бібліотека, ФАП.

## Відомі люди

### Народилися
- Богдан-Теодор Дзюбановський — український громадський діяч у США, лікар 1-ї дивізії УНА,
- Фіалка — учасник боротьби за ЗУНР,
- Зенон (Ковалик) — український священик, мученик, блаженний (беатифікований 27 червня 2001)
- Олександр Дзядик — український військовик, радянський службовець, редактор, репресований..

Парохи села:
- о. Р. Дурбак — від 1956 до 1985 року
- о. Орест Глубіш — від 1996 року донині.

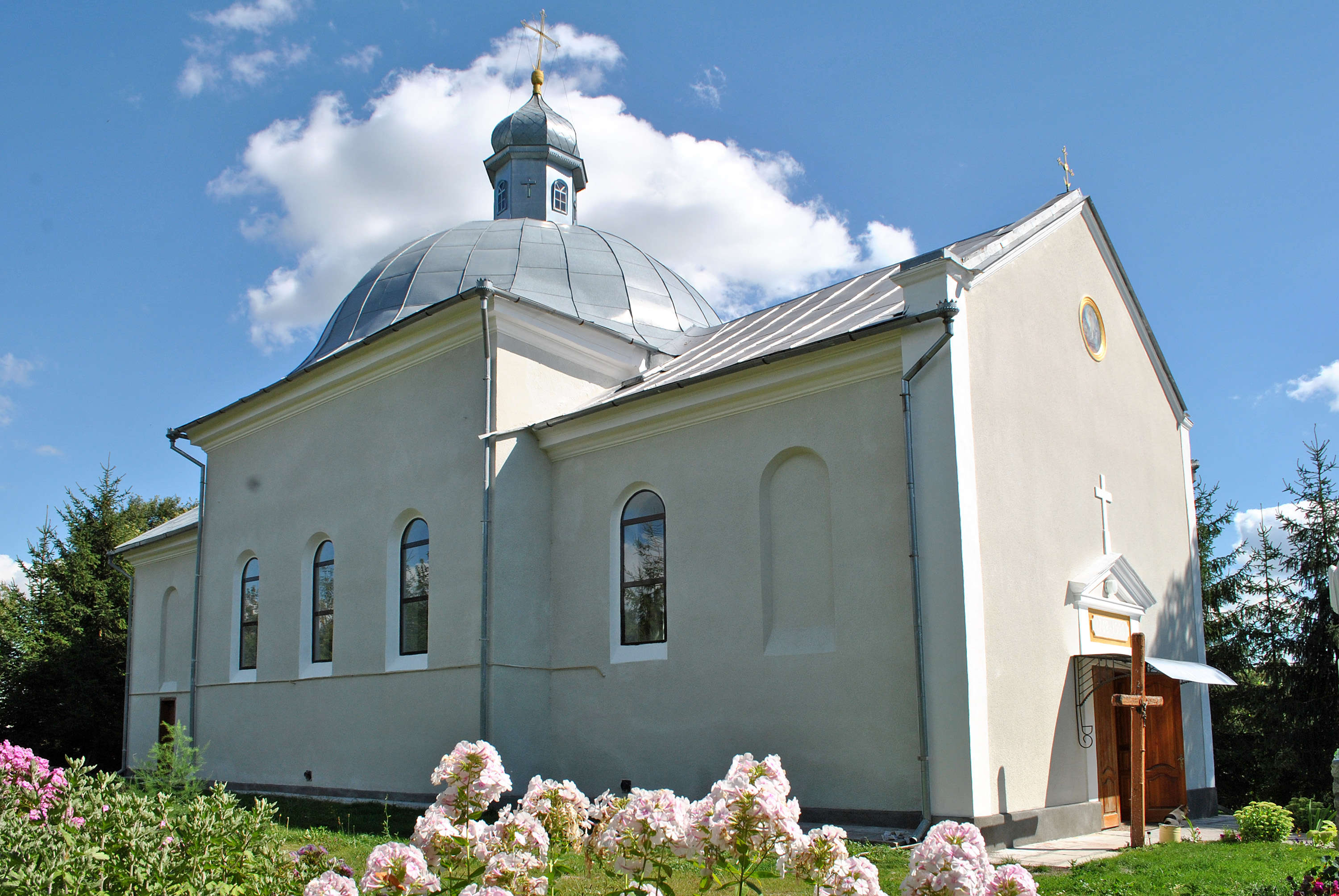
Церква Воскресіння Господнього УГКЦ
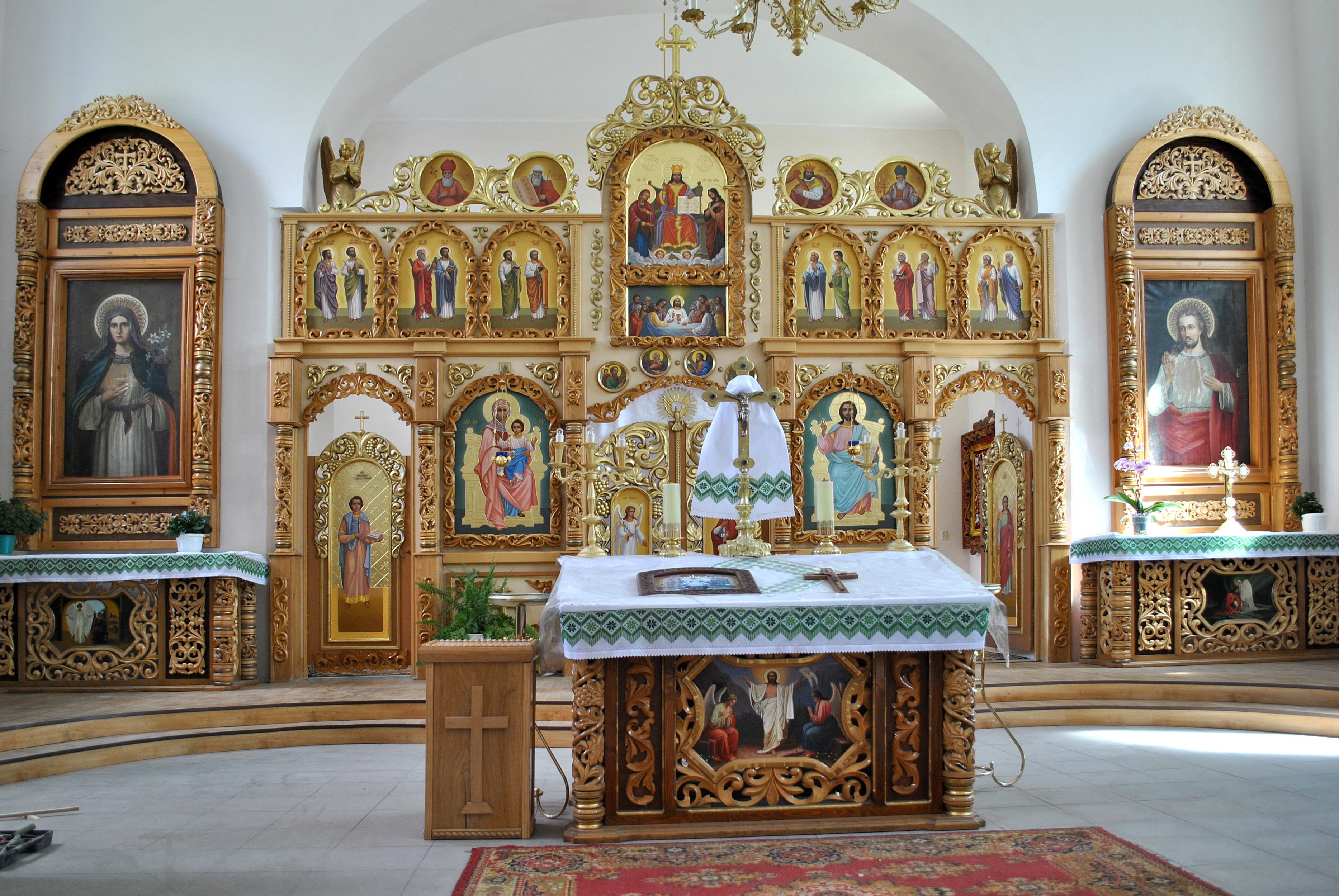
Іконостас церкви Воскресіння Господнього
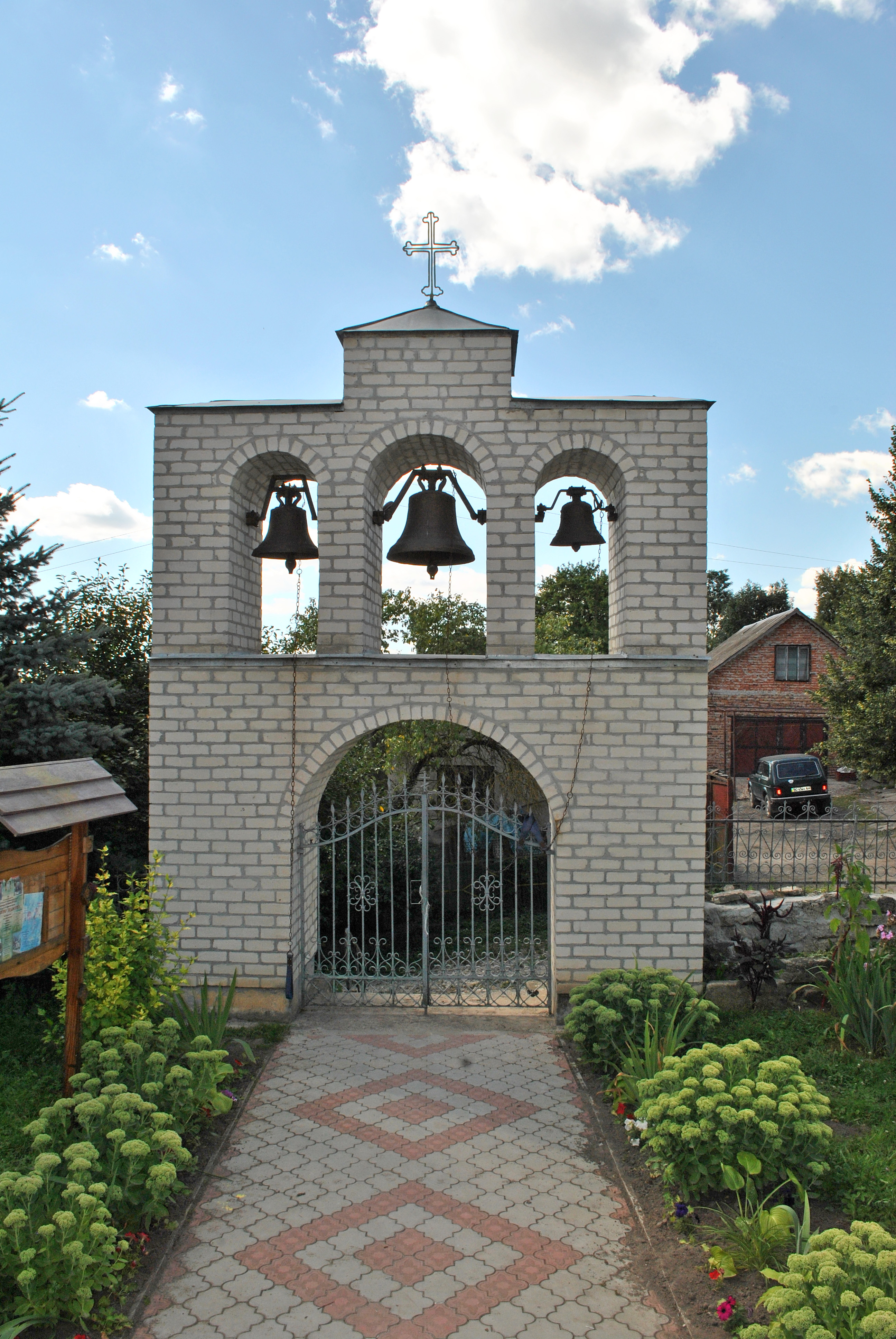
Дзвіниця церкви Воскресіння Господнього
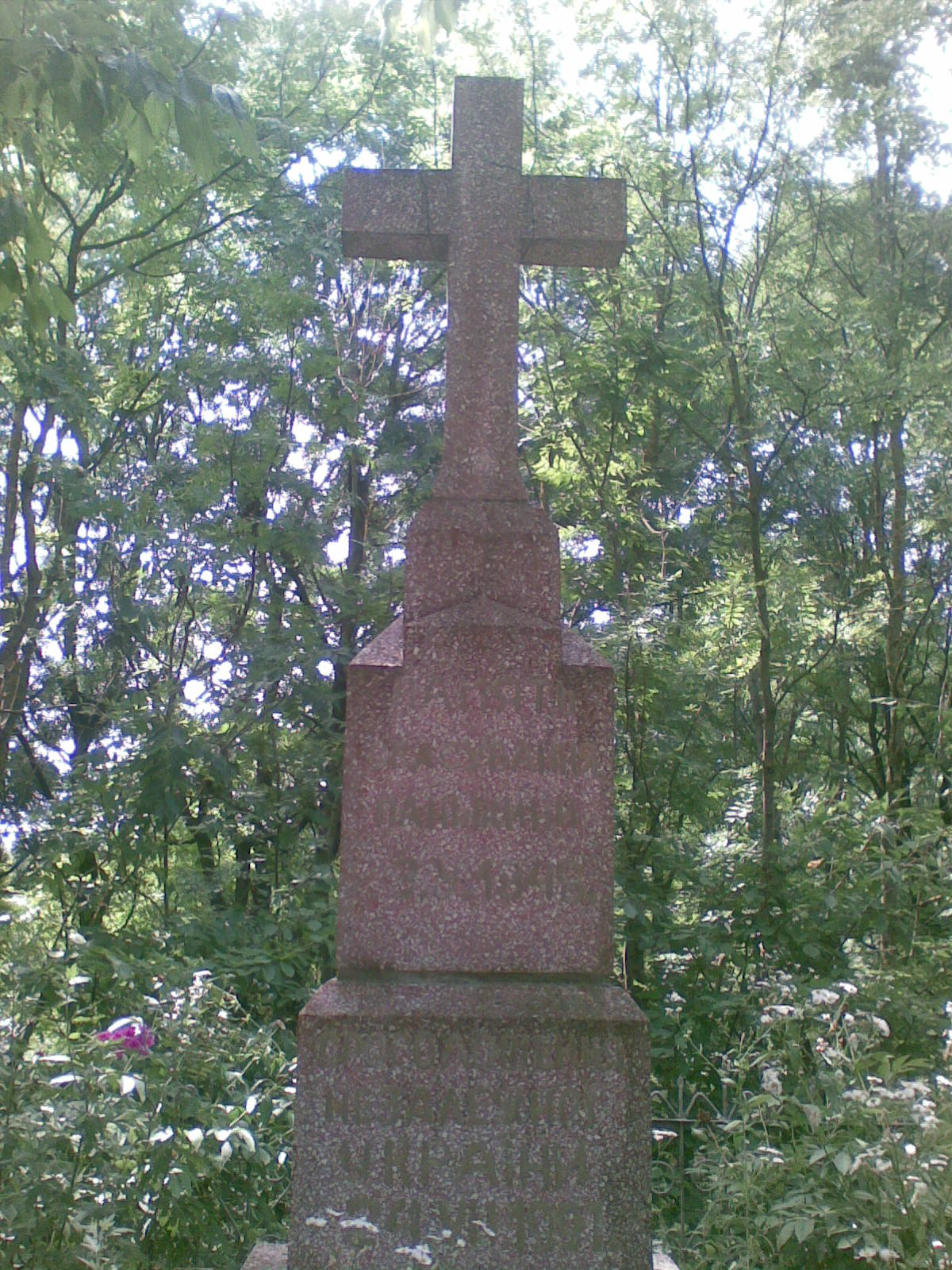
Пам'ятний знак про скасування кріпацтва
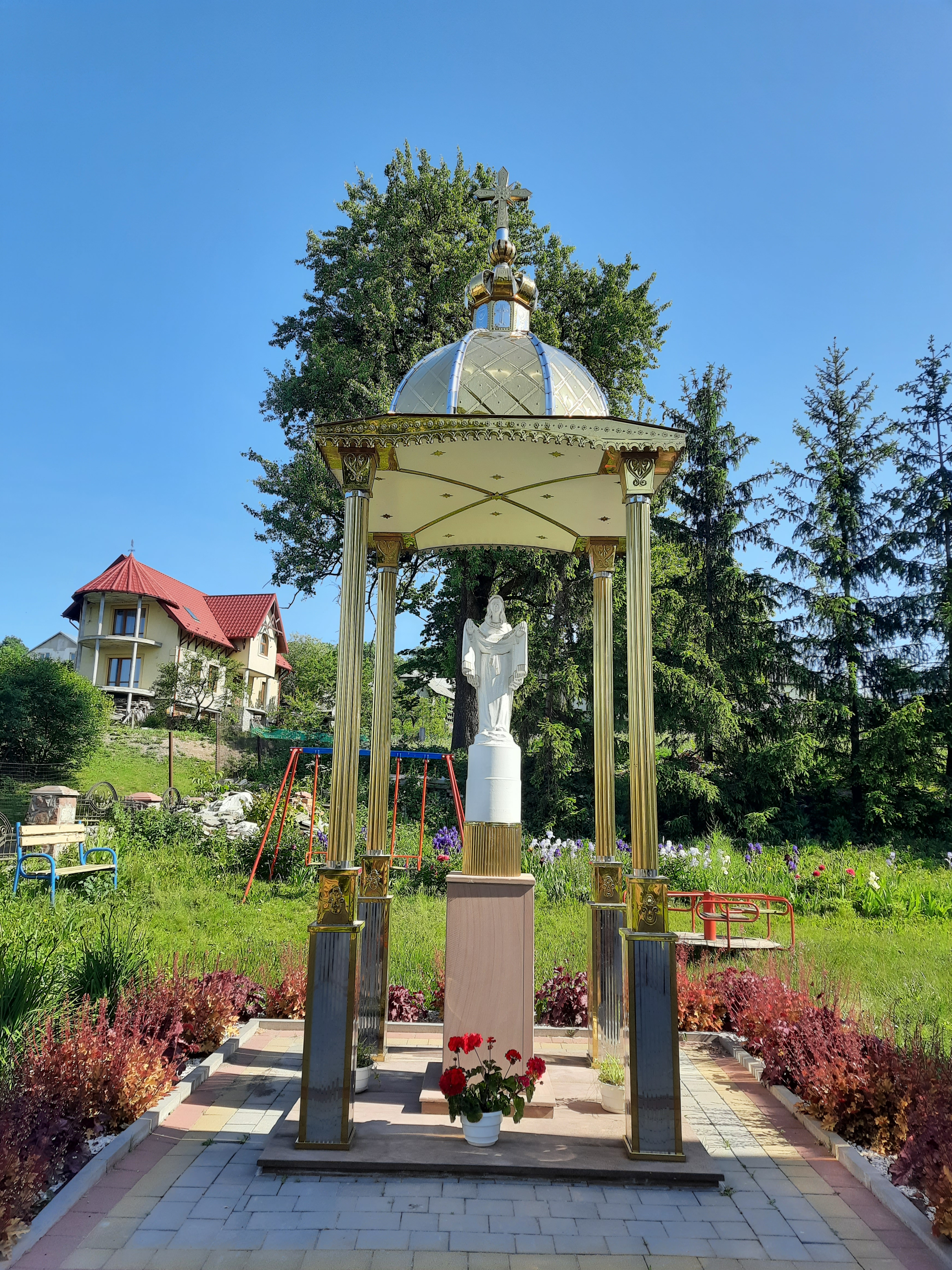
Статуя Божої Матері
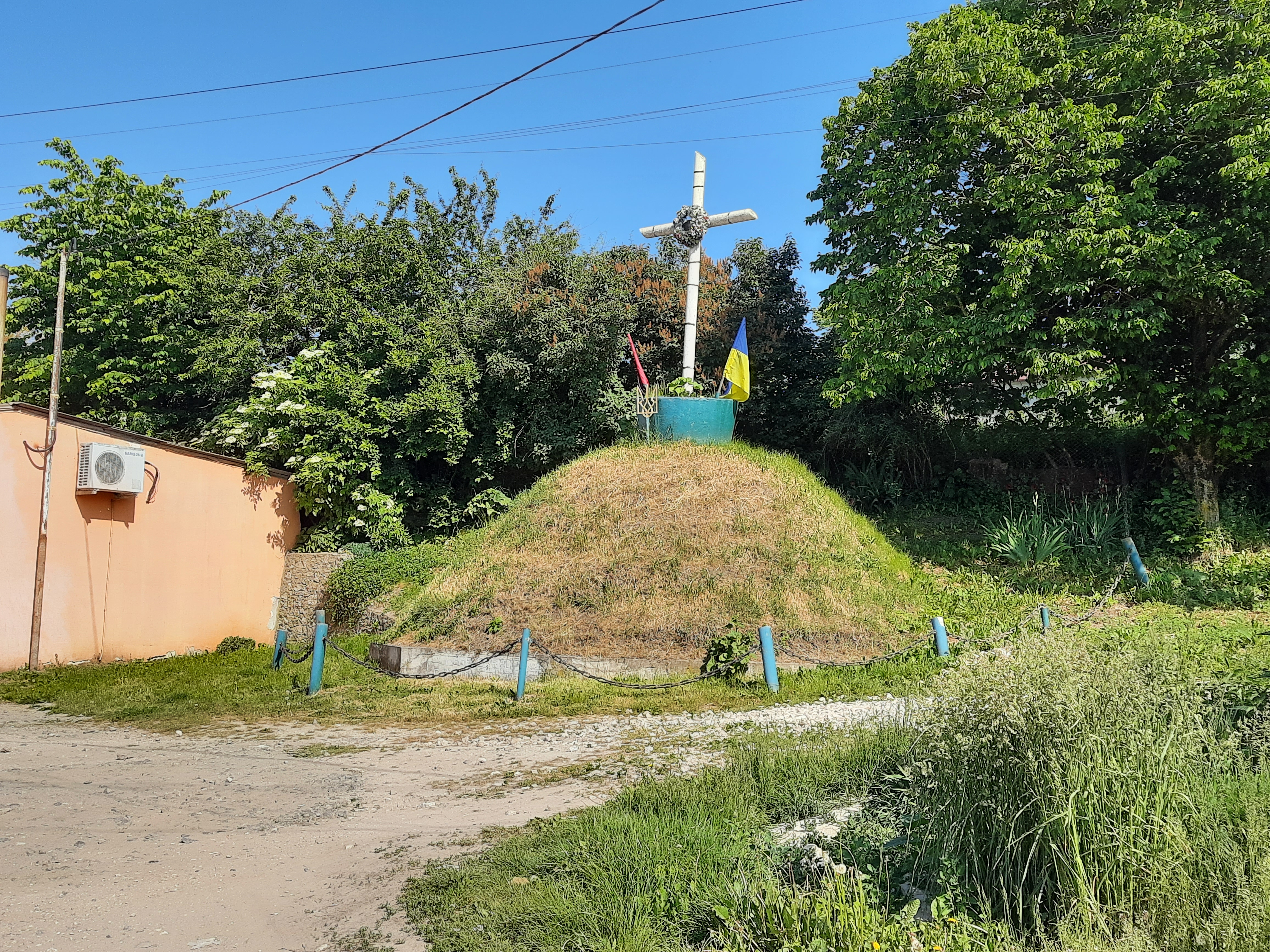
Символічна могила борцям за волю України
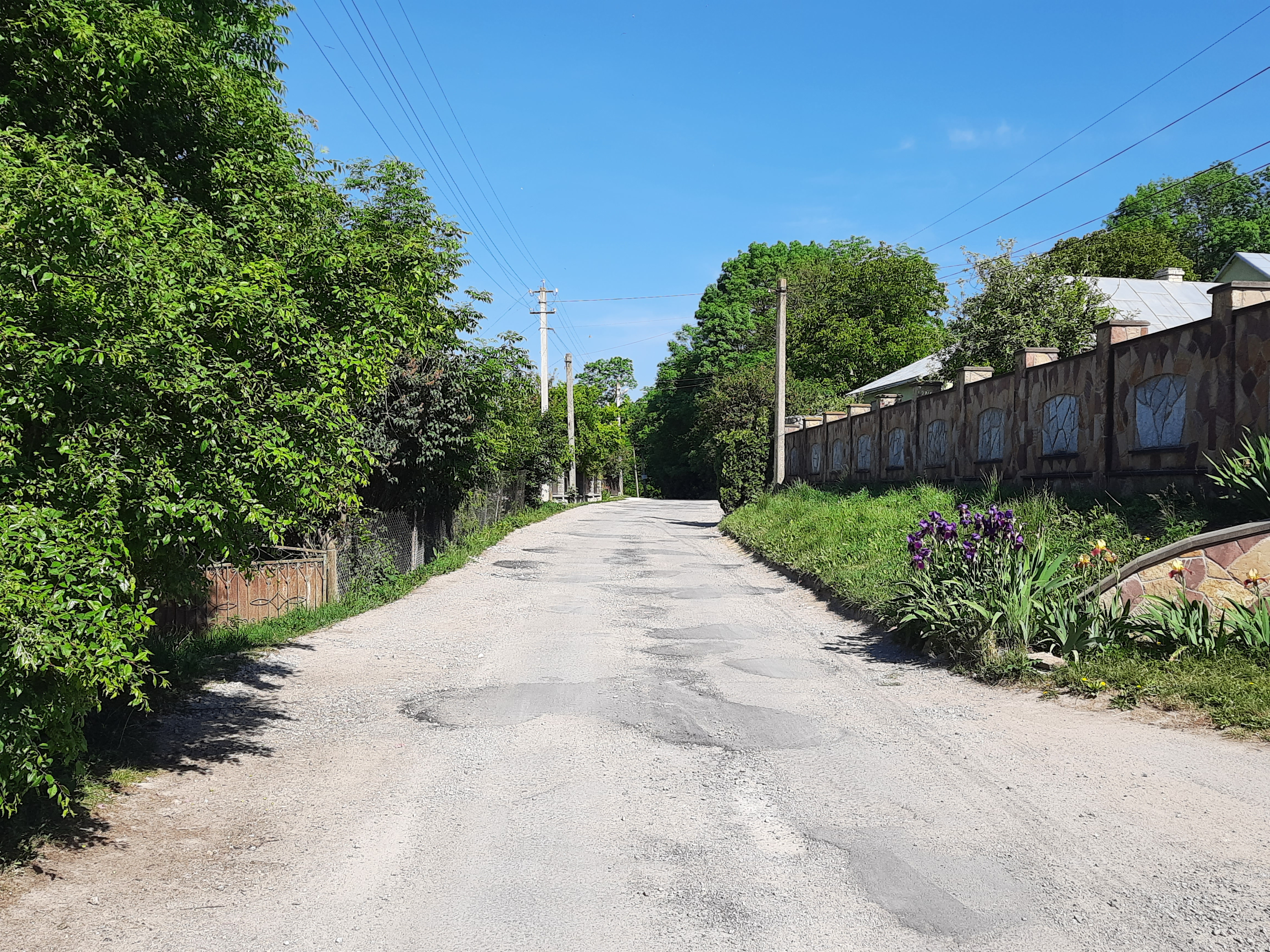
Сільська вулиця
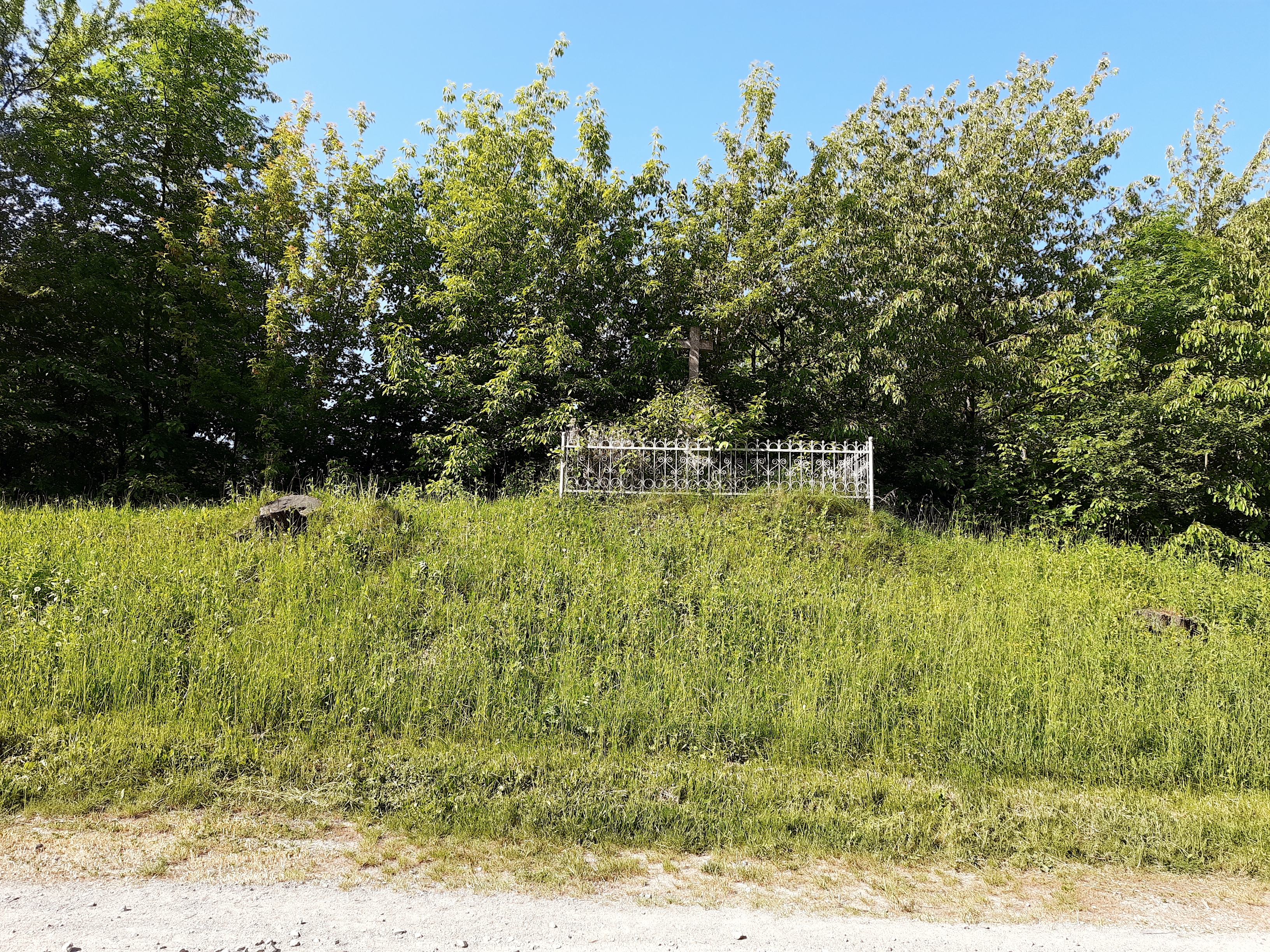
Пам'ятний хрест на околиці села